# Грушево (Закарпатская область)
Гру́шево (укр. Грушово) — село в Тересвянской поселковой общине Тячевского района Закарпатской области Украины.
Население по переписи 2001 года составляло 5897 человек. Почтовый индекс — 90570. Телефонный код — 03134. Занимает площадь 4,028 км². Код КОАТУУ — 2124482001.
Неподалёку от села расположен православный женский монастырь Свято-Сергиева пустынь.